# Socavão

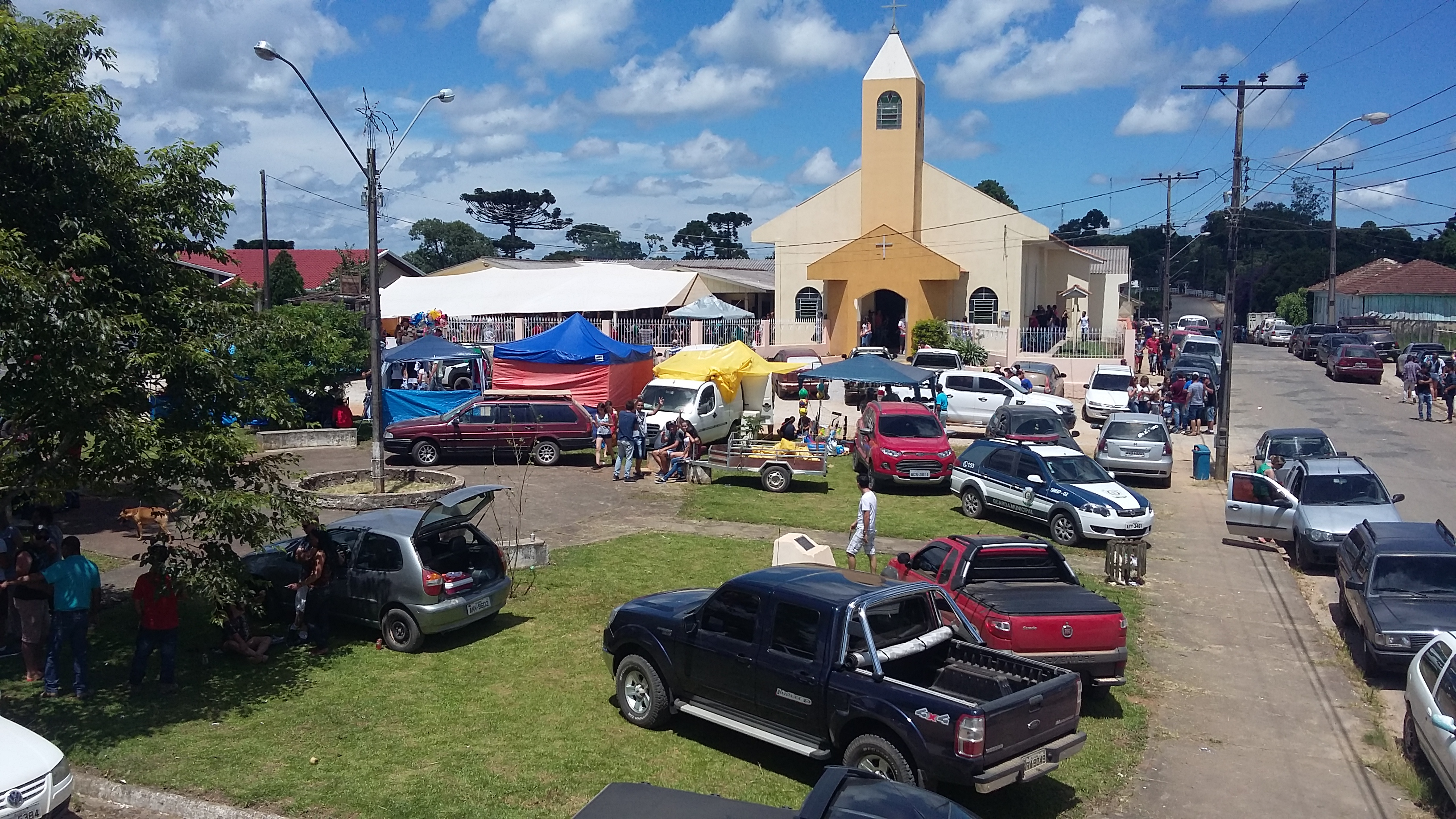
Vista Capela N. S. da Guia (2017)

Socavão é um distrito do município brasileiro de Castro, no interior do estado do Paraná.O distrito é oriundo da divisão da Fazenda Socavão, após o falecimento de seu proprietário Brígido da Silva Furtado, em 1827 . Com área de 722,3 km2 , o distrito foi criado pela lei N.º 93, de 14 de Setembro de 1948.
Sua economia é basicamente voltada a agricultura e pecuária, gera grande volume da produção de leite e grão do município, mas também encontram várias jazidas de calcário e talco (com destaque as empresas Calpar e Itajara Minérios), onde as empresas fazem a exploração e comercialização.
Existem vários pontos turísticos naturais, como cavernas, grutas, cachoeiras e morros com vista panorâmica. As cavernas e grutas são frequentemente visitadas por estudante da UEPG, como finalidade de estudos, a formação predominante das mesmas é o calcário, com presença de estalactites e estalagmites, como exemplo temos Gruta da Caveira, da Serra do Apon, da Lagoa dos Alves e do Pinheiro Seco, o Arco da Pedra. As cachoeiras e grutas em sua maioria encontram-se em propriedades particulares e sem infraestrutura turística. Somente há estrutura na Pousada Ribeirão da Flores, na qual pode se apreciada a vista do Vale do Ribeira.

A Capela Nossa Senhora da Guia está localizada no centro da Vila do Socavão, qual tem registros oficial de reconhecimento em 13 de Junho de 1888, embora haja registro da existência anterior esta data, visto o casal Brígido-Inácia e seus descendentes seguir a religião oficial do império e ter erguido uma capelinha para as práticas religiosas, observada em 1829 a existência de alguma casas fechadas na vila onde ocorria as festividades (N.S da Guia) e há  também registro da presença de sacerdotes na região “O cemitério foi cercado pelo então Padre Dâmaso José Correia, em 17 de Junho de 1852”.  A Capela construída pela primeira vez em madeira no mesmo lugar que se encontra hoje e ao longo dos anos passou por diversas reformas com ajuda dos fiéis, atualmente integra a Paroquia Nossa Senhora do Rosário .